# ديني ليونز
ديني ليونز (بالإنجليزية: Denny Lyons)‏ هو لاعب كرة قاعدة أمريكي، ولد في 12 مارس 1866 في سينسيناتي في الولايات المتحدة، وتوفي في 2 يناير 1929 في كوفينغتون في الولايات المتحدة.

## وصلات خارجية
- ديني ليونز على موقعبيزبول رفرنس.كوم (الدوري الرئيسي) (الإنجليزية)
- ديني ليونز على موقعبيزبول رفرنس.كوم (الدوري الثانوي) (الإنجليزية)